# جان باتيست رومان
جان باتيست رومان (بالفرنسية: Jean-Baptiste Roman)‏ هو نحات فرنسي، ولد في 31 أكتوبر 1792 في باريس في فرنسا، وتوفي بنفس المكان في 13 فبراير 1835.